# Кавалеры ордена Святого Георгия IV класса Р
Кавалеры ордена Святого Георгия IV класса на букву «Р» 
Список составлен по алфавиту персоналий. Приводятся фамилия, имя, отчество; звание на момент награждения; номер по списку Григоровича — Степанова (в скобках номер по списку Судравского); дата награждения. Лица, чьи имена точно идентифицировать не удалось, не викифицируются. Курсивом выделены кавалеры, получившие орден за службу в частях Восточного фронта Русской армии и Северной армии во время Гражданской войны.

## Ра
- Раабен, Рудольф Самойлович фон; полковник; 27 февраля 1878
- Работа, Пётр Матвеевич; подпоручик; 11 января 1917 (посмертно)
- Равич-Шестакевич (-Шасткевич), Никита; майор; № 3218; 26 ноября 1816
- Раглан, Фицрой Сомерсет; полковник великобританской службы; № 3010; 6 августа 1815
- Рагоза, Александр Францевич; генерал от инфантерии; 13 июля 1915
- Рагозин, Александр; корнет; 12 июня 1917
- Рагозин, Александр Семёнович; премьер-майор; № 407; 26 ноября 1784
- Рагозин, Алексей Александрович; штабс-капитан; 3 января 1915
- Раддац, Эрнест-Август Фердинандович; полковник; 7 января 1916
- Радде, Роберт Густавович; подполковник; 10 января 1917
- Раден, Август Фёдорович; подполковник; № 8230; 26 ноября 1849
- Раден, Георгий Карлович фон; полковник; № 6739; 3 декабря 1842
- Раден, Лев Карлович фон; полковник; № 6757; 3 декабря 1842
- Раден, Леонид Людвигович; лейтенант; № 9918; 7 апреля 1856
- Раден, Фёдор Фёдорович; подполковник; № 1728 (714); 29 января 1807
- Раден, Фердинанд Владимирович; лейтенант; 24 августа 1900
- Радер, Александр Егорович; майор; № 6092; 3 декабря 1839
- Радецкий, Николай Николаевич; подполковник; 6 апреля 1915
- Радецкий, Фёдор Фёдорович; полковник; № 10152; 8 сентября 1859
- Радзеиовский, Фёдор Иванович; полковник; 26 августа 1916
- Радзивилл, Лев Людвигович; генерал-майор; № 9337; 26 ноября 1854
- Радзивилов, Михаил Агафонович; подполковник; 19 мая 1915
- Радзивинский, Лев Людвигович; подпоручик; 30 декабря 1915
- Радзин, Карл Мартынович (Марцелович); штабс-капитан; 2 июня 1915
- Радзишевский, Иван Станиславович; подполковник; № 9753; 26 ноября 1855
- Радзюк, Андрей Антонович; подпоручик; 7 июля 1917 (посмертно)
- Радивоевич, Михаил; секунд-майор; № 439; 26 ноября 1785
- Радивоевич, Пётр; подполковник; 15 ноября 1917
- Радилов, Пётр Никитич; капитан 2-го ранга; № 583; 26 ноября 1788
- Радич, Яков Николаевич; генерал-майор; № 6932; 4 декабря 1843
- Радищев, Афанасий Александрович; полковник; № 6444; 5 декабря 1841
- Радкевич, Гавриил; подполковник; 5814; 1 декабря № 1838
- Радкевич, Герасим Григорьевич; подполковник; № 5668; 1 декабря 1838
- Радкевич, Евгений Александрович; генерал от инфантерии; 22 сентября 1914
- Радко-Дмитриев, Радко Дмитриевич; генерал-лейтенант; 30 августа 1914
- Радов, Фёдор Михайлович; подпоручик; № 7364; 17 декабря 1844
- Радович, Иовиц Марков; командир батальона черногорской службы; 26 февраля 1879
- Радовский, Александр Станиславович; полковник; 13 января 1915
- Радомский, Иван Яковлевич; майор; № 6831; 3 декабря 1842
- Радулович, Гавриил Михайлович; подполковник; № 1067 (552); 26 октября 1794
- Радулович, Дмитрий Гаврилович; подполковник; № 2333; 26 ноября 1811
- Радус-Зенькович, Феликс Матвеевич; майор; № 9437; 26 ноября 1854
- Радуцкий, Михаил Антонович; майор; № 3357; 12 декабря 1817
- Радчевский, Григорий Карпович; лейтенант; № 3269; 26 ноября 1816
- Раев, Андрей Иванович; прапорщик; 11 декабря 1915 (посмертно)
- Раевский, Василий; полковник; № 5738; 1 декабря 1838
- Раевский, Илья Александрович; полковник; № 6704; 3 декабря 1842
- Раевский, Илья Федотович; полковник; 26 августа 1916
- Раевский, Михаил Александрович; капитан 3-го ранга; № 3769; 26 ноября 1823
- Раевский, Михаил Иванович; корнет; № 830 (443); 25 марта 1791
- Раевский, Николай Николаевич; полковник; № 923 (497); 28 июня 1792
- Раевский, Николай Николаевич (1801); полковник; № 4037; 2 октября 1827
- Раевский, Пётр Афанасьевич; капитан; № 5820; 1 декабря 1838
- Раевский, Яков; ротмистр; № 6869; 3 декабря 1842
- Раенко, Яков Григорьевич; майор; № 2430 (1063); 4 сентября 1812
- Ражев, Павел Спиридонович; подпоручик; 11 апреля 1917 (посмертно)
- Развозов, Егор Фёдорович; капитан-лейтенант; № 1535; 26 ноября 1803
- Развозов, Сергей Михайлович; капитан 2-го ранга; № 8676; 26 ноября 1851
- Разгильдеев, Вадим Петрович; генерал-майор; 18 июля 1916
- Разгильдеев, Пётр Анемподистович; полковник; 6 июля 1877
- Раздеришин, Александр Иванович; майор; № 5839; 1 декабря 1838
- Раздорский, Никифор Алексеевич; ротмистр; № 8545; 26 ноября 1850
- Разживин, Михаил Васильевич; подпоручик; 22 марта 1917 (посмертно)
- Разжигаев, Тимофей Николаевич; штабс-капитан; 8 июля 1915
- Раззоренов, Василий Григорьевич; подпоручик; 18 ноября 1916
- Разнатовский, Яков Максимович; подполковник; № 7598; 1 января 1847
- Разсветаев, Терентий Степанович; подполковник; № 8722; 26 ноября 1851
- Разсохин, Сергей Иванович; подпоручик; 1 сентября 1915
- Разумов, Иван Тимофеевич; капитан-лейтенант; № 3157; 26 ноября 1816
- Разумовский, Иван Кириллович; полковник; № 893 (467); 18 марта 1792
- Разумовский, Константин Михайлович; прапорщик; 6 сентября 1917 (посмертно)
- Райбулов, Семён Авраамович; капитан; 13 июля 1918
- Райзер, Николай Васильевич (Вильгельмович); полковник; № 8383; 26 ноября 1850
- Райкович, Семён; секунд-майор; № 347; 26 ноября 1781
- Райкович, Степан Васильевич; капитан; № 3609; 16 декабря 1821
- Райнгольд-Даниель, Эрнест Густавович; прапорщик; 17 октября 1915 (посмертно)
- Ракилевич, Антон Антонович; штабс-капитан; № 7111; 4 декабря 1843
- Ракитин, Максим Николаевич; прапорщик; 26 августа 1919
- Ракитин, Роман Иванович; майор; № 8774; 26 ноября 1851
- Раков, Семён Ильич; полковник; № 2098; 26 ноября 1809
- Раковский, Пётр Николаевич; капитан-лейтенант; № 8744; 26 ноября 1851
- Раковский, Фёдор; майор; № 3220; 26 ноября 1816
- Ракоций (Ракочий), Иван Карлович; подполковник; № 1570; 26 ноября 1804
- Ракусса (Ракуса, Ракуза), Николай Викентьевич; полковник; № 9035; 30 декабря 1852
- Ракшанин, Иосиф Викторович; ротмистр; 26 августа 1916
- Ракшанин, Семён Осипович; подполковник; № 2787; 20 января 1814
- Ралль, Андрей Фёдорович; генерал-майор; № 4191; 25 декабря 1828
- Ралль, Фёдор Григорьевич фон; секунд-майор; № 169 (148); 13 ноября 1771
- Ралль, Фёдор Фёдорович; полковник; № 2630; 17 августа 1813
- Рамбах, Густав Карлович; майор; № 6576; 5 декабря 1841
- Рамейков, Андрей Петрович; полковник; № 91; 25 ноября 1770
- Рамзай, Эдуард Андреевич; генерал-майор; № 6920; 4 декабря 1843
- Рамишвили, Гавриил Григорьевич; прапорщик; 12 июня 1917
- Рамклу, Николай Фёдорович; капитан-лейтенант; № 8743; 26 ноября 1851
- Рамминг фон Ридкирхен, Вильгельм; полковник австрийский службы; № 8341; 8 апреля 1850
- Рамуль, Максимилиан Андреевич; прапорщик; 21 августа 1915
- Ранвид, Валерий Марианович; штабс-капитан; 6 августа 1917
- Ранвид, Эспер Марианович; поручик; 4 марта 1917 (посмертно)
- Раснянский, Сергей Николаевич; штабс-ротмистр; 9 сентября 1915
- Распопов, Александр Петрович; подполковник; 26 ноября 1848[1]
- Распопов, Пётр Петрович; подполковник; № 8716; 26 ноября 1851
- Расторгуев, Георгий Николаевич; генерал-майор; 15 октября 1916
- Расторгуев, Фёдор Иванович; подпоручик; 26 августа 1916 (посмертно)
- Ратиев, Иван Давидович; премьер-майор; № 1116; 26 ноября 1794
- Ратицов, Александр Афанасьевич; поручик; № 2776; 30 декабря 1813
- Ратко, Митрофан Васильевич; подпоручик; 27 июля 1916
- Ратков, Авраам Петрович; генерал-майор; № 3883; 26 ноября 1826
- Ратманов, Иван Алексеевич; капитан-лейтенант; № 6669; 5 декабря 1841
- Ратманов, Макар Иванович; капитан-лейтенант; № 1609; 26 ноября 1804
- Ратов, Пётр Алексеевич; полковник; № 8179; 26 ноября 1849
- Ратовский, Кирилл Богданович; майор; № 5488; 6 декабря 1836
- Ратцен, Яков; подполковник; № 4108; 26 ноября 1827
- Ратч, Александр Иванович; капитан 2-го ранга; № 5460; 6 декабря 1836
- Ратч, Фёдор Иванович; капитан 1-го ранга; № 6471; 5 декабря 1841
- Раудсеп, Пётр Петрович; капитан; 8 июля 1915
- Раутенберг, Леопольд Давидович; майор; № 7264; 17 декабря 1844
- Раутенфельд, Иван Андреевич фон; генерал-майор; № 764; 26 ноября 1790
- Раутенштерн, Иван Степанович; премьер-майор; № 1044 (529); 19 мая 1794
- Раух, Густав фон; генерал-майор прусской службы; № 2750; 10 декабря 1813
- Раух, Оттон Егорович; генерал-майор; 1877
- Рафалович, Николай Владимирович; подпоручик; 3 апреля 1917
- Рафалович, Карп Матвеевич; подполковник; № 4633; 25 декабря 1831
- Рафаловский, Владимир Константинович; штабс-капитан; 13 сентября 1916
- Рафальский, Анатолий Григорьевич; прапорщик; 15 апреля 1917 (посмертно)
- Рафальский, Григорий Михайлович; подполковник; 3 февраля 1915
- Рафтопуло, Григорий Анастасьевич; капитан-лейтенант; № 8745; 26 ноября 1851
- Рафтопуло, Константин Афанасьевич; полковник; № 7429; 12 января 1846
- Рахманин, Александр Афанасьевич; подпоручик; 24 мая 1879 (по другим данным — 6 июня 1879)
- Рахманин, Василий; поручик; 7 июля 1917
- Рахманов, Александр Иванович; полковник; № 2583; 20 мая 1813 (В действительности Рахманов, Пётр Александрович)
- Рахманов, Алексей Степанович; капитан; № 674 (359); 26 ноября 1789
- Рахманов, Василий Сергеевич; премьер-майор; № 1195 (625); 26 ноября 1795
- Рахманов, Никифор Михайлович; капитан; № 273 (226); 26 ноября 1775
- Рахманов, Николай Михайлович; майор; 164 (143); 5 октября 1771
- Рахмин, Митрофан Александрович; поручик; 25 марта 1917
- Раценцкий, Стефан-Мариан Владиславович; подполковник; 7 февраля 1917
- Рациус, Каспер; премьер-майор; № 319; 26 ноября 1780
- Рацул, Алексей Евгеньевич; поручик; 31 октября 1917
- Рацуль, Сергей Михайлович; подполковник; 27 января 1907
- Рачинский, Андрей Иванович; секунд-майор; № 1154 (584); 1 января 1795
- Рачинский, Иван Степанович; капитан; № 6656; 5 декабря 1841
- Рачис, Иосиф Адамович; подпоручик; 26 января 1917
- Рачковский, Илья Павлович; майор; № 5834; 1 декабря 1838
- Рашев, Константин Петрович; прапорщик; 20 ноября 1915
- Рашевский, Александр Яковлевич; подполковник; № 3197; 26 ноября 1816
- Рашевский, Сергей Александрович; подполковник; 23 ноября 1904
- Рашет, Владимир Антонович; генерал-майор; № 8844; 1 февраля 1852
- Рашет, Эммануил Яковлевич; полковник; № 3334; 12 декабря 1817
- Рашовский, Николай; прапорщик; 25 сентября 1917
- Рашпиль, Георгий Антонович; есаул; 4 октября 1916
- Рашпиль, Григорий Антонович; генерал-майор; № 7142; 17 декабря 1844

## Ре
- Реад, Николай Андреевич; подполковник; № 2889; 18 марта 1814
- Реан, Карл Иванович; полковник; № 390; 26 ноября 1784
- Ребиндер, Алексей Максимович; генерал-майор; № 4923; 3 декабря 1834
- Ребиндер, Альфред Карлович; майор; № 9826; 26 ноября 1855
- Ребиндер, Борис Борисович; подполковник; № 3193; 26 ноября 1816
- Ребиндер, Григорий Максимович; подполковник; № 5182; 1 декабря 1835
- Ребиндер, Ермолай Иванович; полковник; № 3893; 26 ноября 1826
- Ребиндер, Карл; секунд-майор; № 110 (89); 12 апреля 1771
- Ребиндер, Максим Александрович; полковник; № 7753; 26 ноября 1847
- Ребиндер, Максим Владимирович; подполковник; № 495; 26 ноября 1787
- Ребиндер, Отто; подполковник; № 355; 26 ноября 1782
- Ребиндер, Фердинанд Фёдорович; полковник; № 8859; 1 февраля 1852
- Ребок, Борис; премьер-майор; № 214 (181); 30 июля 1773
- Ребок, Леонтий Иванович; премьер-майор; № 568; 26 ноября 1788
- Ревелиоти, Феодосий Дмитриевич; полковник; № 3399; 15 февраля 1819
- Ревенко, Иван Родионович; поручик; 3 января 1917
- Ревенский, Михаил Михайлович; майор; № 7481; 12 января 1846
- Ревуцкий, Иван Степанович; подполковник; № 4358; 19 декабря 1829
- Ревуцкий, Лев Васильевич; капитан-лейтенант; № 9981; 26 ноября 1856
- Регенкампф, Карл Фаддеевич; полковник; № 7982; 26 ноября 1848
- Регов, Иван Михайлович; капитан; 31 октября 1917
- Редзько, Константин Владимирович; полковник; 27 июля 1916
- Редичкин, Григорий Васильевич; войсковой старшина; № 4003; 26 ноября 1826
- Редькин, Георгий Петрович; прапорщик; 9 сентября 1915
- Резанов, Иван Филиппович; капитан-лейтенант; № 4126; 26 ноября 1827
- Резанов, Михаил Матвеевич; подполковник; № 6042; 3 декабря 1839
- Резанов, Николай Семёнович; подполковник; 23 ноября 1904
- Резануйлов, Илья Демьянович; подполковник; № 6011; 3 декабря 1839
- Резвой, Дмитрий Модестович; подполковник; 16 декабря 1877
- Резвой, Дмитрий Петрович; капитан; № 1145 (574); 1 января 1795
- Резвой, Николай Николаевич; капитан; № 4901; 25 декабря 1833
- Резвой, Орест Павлович; генерал-майор; № 8848; 1 февраля 1852
- Резников, Евгений Наумович; прапорщик; 29 июля 1916 (посмертно)
- Резухин, Владимир Петрович; штабс-капитан; 19 мая 1915
- Резцов, Владимир Ипатович; капитан; 5 мая 1917
- Рейбниц, Карл Павлович; полковник; № 3172; 26 ноября 1816
- Рейгер, Карл фон; секунд-майор; № 1260; 26 ноября 1795
- Рейзберг, Вениамин Павлович; поручик; 20 ноября 1915
- Рейзингер, Франц; прапорщик; 25 сентября 1917 (посмертно)
- Рейман, Альфред Адольфович; штабс-капитан; 21 марта 1915
- Реймерс, Вильгельм-Василий Густавович; капитан-лейтенант; № 9596; 11 мая 1855
- Рейн, Николай Готлибович; лейтенант; 27 сентября 1904
- Рейнбот, Пётр Ростиславович; штабс-капитан; 25 февраля 1907
- Рейнгард; майор виртембергской службы; № 2919; 27 апреля 1814
- Рейнгардт, Пётр Иванович; полковник; № 8429; 26 ноября 1850
- Рейнгольд, Александр Эмилиевич; полковник; № 9661; 26 ноября 1855
- Рейнгольд, Андрей; секунд-майор; № 366; 26 ноября 1782
- Рейнгольм, Андрей Карлович; подполковник; № 4873; 25 декабря 1833
- Рейнеке, Александр Францевич; капитан 2-го ранга; № 5815; 1 декабря 1838
- Рейнеке, Андриян Францевич; штабс-капитан; № 7918; 26 ноября 1847
- Рейнеке, Михаил Францевич; капитан 1-го ранга; № 6989; 4 декабря 1843
- Рейникен, Вильгельм; секунд-майор; № 321; 26 ноября 1780
- Рейникен, Карл; подполковник; № 336; 26 ноября 1781
- Рейнсдорф, Ермолай Иванович; секунд-майор; № 1265; 26 ноября 1795
- Рейнталь, Владимир Ричардович; полковник; 29 мая 1915 (посмертно)
- Рейс, Виктор Александрович; генерал-майор; 24 октября 1904
- Рейсих, Константин Корнилович; полковник; № 8395; 26 ноября 1850
- Рейснер, Карл Андреевич; полковник; № 5930; 3 декабря 1839
- Рейтер, Иван Николаевич; майор; 12 июня 1878
- Рейтер, Николай Богданович; подполковник; № 6534; 5 декабря 1841
- Рейтерн, Магнус Магнусович; генерал-майор; № 7383; 12 января 1846
- Рейтерн, Христофор Романович; подполковник; № 2469 (1102); 22 ноября 1812
- Рейхе, Людвиг фон; подполковник прусской службы; № 3305; 25 января 1817 (de:Ludwig von Reiche (General, 1775))
- Рейх, Иван Иванович; генерал-майор; № 3693; 26 ноября 1823
- Рейхардт, Николай Фёдорович; ротмистр; № 7515; 12 января 1846
- Рейхарт, Борис Карлович; майор; № 8764; 26 ноября 1851
- Рейхель, Абрам Абрамович; полковник; № 2290 (997); 6 марта 1811
- Рейхель, Сергей Иванович фон; полковник; № 7398; 12 января 1846
- Рейхенбах; майор; № 3311; 25 января 1817
- Рейхнау, Александр Иванович; полковник; № 7574; 1 января 1847
- Рек, Иван Григорьевич фон; подполковник; № 271 (224); 26 ноября 1775
- Рекалов, Иван Иванович; подполковник; 15 апреля 1915
- Рекке, Павел-Карл-Луи Вильгельмович; штабс-ротмистр; 25 ноября 1916 (посмертно)
- Ремерт, Вильгельм Готфридович; подполковник; № 9954; 26 ноября 1856
- Реми, Александр Гаврилович; полковник; № 7774; 26 ноября 1847
- Реми, Гавриил Павлович; генерал-майор; № 2082; 26 ноября 1809
- Реми, Людвиг Гаврилович; капитан; № 7682; 1 января 1847
- Реми, Фридрих Гаврилович; поручик; № 4653; 25 декабря 1831
- Реммер, Фёдор Фёдорович; полковник; № 1352; 26 ноября 1802
- Реммерт, Виталий; подпоручик; 25 сентября 1917
- Реммерт, Владимир Леопольдович; ротмистр; 30 декабря 1915 (посмертно)
- Ренгартен, Вадим Борисович; капитан; 13 января 1915
- Ренне, Василий Егорович; генерал-майор; № 5688; 1 декабря 1838
- Ренне, Егор Карлович; генерал-майор; № 5108; 1 декабря 1835
- Ренне, Ермолай Карлович; полковник; № 6423; 5 декабря 1841
- Ренненкампф, Антон Александрович; генерал-майор; № 8331; 28 ноября 1849
- Ренненкампф, Густав-Магнус Густавович; подполковник; № 2839; 26 февраля 1814
- Ренненкампф, Карл Павлович; генерал-майор; № 4680; 21 декабря 1832
- Ренненкампф, Логин фон; полковник; № 686; 26 ноября 1789
- Ренненкампф, Николай Оттович; поручик; 4 марта 1917
- Ренненкампф, Отто-Эдлер; поручик; 2 декабря 1916
- Ренненкампф, Павел Яковлевич; генерал-майор; № 4928; 3 декабря 1834
- Ренненкампф, Павел Карлович; генерал-майор; 12 августа 1900
- Ренненкампф, Павел Карлович (старший); генерал-майор; № 8349; 26 ноября 1850
- Рентель, Владимир Евдокимович фон; лейтенант; № 1891; 26 ноября 1807
- Рентель, Николай Николаевич; подполковник; 19 мая 1915
- Рентель, Сергей Николаевич; полковник; 21 июля 1915 (посмертно)
- Рентельн, Егор Егорович; полковник; № 8621; 26 ноября 1851
- Репин, Виктор Михайлович; поручик; 29 октября 1917
- Репин, Иван Иванович; подполковник; № 1053 (538); 15 сентября 1794
- Репкин, Михаил Семёнович; капитан 1-го ранга; № 1616; 26 ноября 1804
- Репников, Дмитрий Васильевич; есаул; 7 января 1916
- Репнин, Пётр; подполковник; № 45 (46); 1 ноября 1770
- Репнин-Волконский, Николай Григорьевич; полковник; № 1643 (673); 30 января 1806
- Репнинский, Степан Яковлевич; полковник; № 1908 (814); 1 декабря 1807
- Репнинский, Яков Николаевич; генерал-майор; № 476; 26 ноября 1787
- Репьев, Михаил Иванович; генерал-майор; 1 сентября 1915
- Репьев, Николай Александрович; лейтенант; № 2277; 26 ноября 1810
- Рерберг, Александр Иванович; капитан; № 4642; 25 декабря 1831
- Рерберг, Фёдор Сергеевич; генерал-лейтенант; 25 апреля 1916
- Ререн, Иван Богданович; полковник; № 1770 (756); 26 апреля 1807
- Ререн, Фёдор Карлович фон; подполковник; № 4849; 25 декабря 1833
- Реслейн, Иван Яковлевич; подполковник; № 7023; 4 декабря 1843
- Реслейн, Фёдор Иванович; полковник; № 1562; 26 ноября 1804
- Ресницкий, Кирилл Николаевич; подполковник; № 8039; 26 ноября 1848
- Ресницкий, Константин Николаевич; капитан 3-го ранга; № 4501; 18 декабря 1830
- Ретивов, Николай Андреевич; подполковник; 23 сентября 1915
- Реунов, Константин Степанович; капитан-лейтенант; № 9161; 26 ноября 1853
- Реут, Иван Григорьевич; поручик; 29 мая 1915
- Реутский, Михаил Митрофанович; штабс-капитан; 9 июня 1915
- Реутт, Виктор Францевич; майор; № 7064; 4 декабря 1843
- Реутт, Иосиф Антонович; майор; № 2408 (1041); 20 апреля 1812
- Рефельд, Василий Васильевич; подполковник; № 4852; 25 декабря 1833
- Рехенберг, Иван; секунд-майор; № 706; 26 ноября 1789
- Речкунов, Алексей Кириллович; майор; № 6330; 11 декабря 1840
- Реш, Георгий Карпович; штабс-капитан; 2 января 1917
- Решетилов, Константин Фёдорович; подполковник; № 6482; 5 декабря 1841
- Решетилович, Пётр Александрович; прапорщик; 1 марта 1916 (посмертно)
- Решетников, Прокопий; секунд-майор; № 292; 26 ноября 1775
- Рещиков, Николай Петрович; генерал-лейтенант; 21 июня 1915

## Рж
- Ржевский, Иван Матвеевич; майор; № 118 (97); 12 мая 1771
- Ржевуский, Адам Адамович; полковник; № 6407; 5 декабря 1841
- Ржевуский, Флориан Северинович; подполковник; № 7625; 1 января 1847
- Ржевуцкий, Степан Андреевич; штабс-капитан; 11 февраля 1901
- Ржононицкий, Адольф Петрович; подполковник; № 9721; 26 ноября 1855

## Ри
- Ригельман, Александр Иванович; подполковник; № 88; 25 ноября 1770
- Риддер, Иван; бригадир; № 414; 26 ноября 1785
- Ридель, Иван Иванович фон; подполковник; № 1233; 26 ноября 1795
- Ридигер, Александр Николаевич; полковник; 10 сентября 1877
- Ридигер, Иван Иванович[2]; капитан; № 6136; 3 декабря 1839
- Ридигер, Карл Иванович; подполковник; № 9777; 26 ноября 1855
- Ридигер, Фёдор Васильевич; майор; № 2052 (923); 15 февраля 1809
- Ридингер, Карл Петрович; генерал-майор; № 1087; 26 ноября 1794
- Ризе, Константин Николаевич; поручик; 31 декабря 1916 (посмертно)
- Ризо, Август Александрович; майор; № 6088; 3 декабря 1839
- Ризо, Георгий; флигель-адъютант; № 193 (165); 8 сентября 1772
- Ризо, Ламбро Ахиллович; капитан; № 10179; 26 ноября 1859
- Рикорд, Александр Иванович; подполковник; № 2892; 18 марта 1814
- Рикорд, Пётр Иванович; капитан 2-го ранга; № 3277; 26 ноября 1816
- Рикун, Сергей Трофимович; подпоручик; 23 мая 1916
- Риман, Карл Евстафьевич; майор; № 2053 (924); 15 февраля 1809
- Риман, Отто Петрович; подполковник; № 5435; 6 декабря 1836
- Риман, Пётр Петрович; подполковник; № 2386 (1020); 26 декабря 1811
- Римский-Корсаков, Александр Михайлович; бригадир; № 636 (321); 4 мая 1789
- Римский-Корсаков, Владимир Николаевич; капитан; 4 марта 1917
- Римский-Корсаков, Николай Александрович; подпоручик; № 2180 (967); 29 июня 1810
- Римский-Корсаков, Николай Петрович; капитан-лейтенант; № 4023; 26 ноября 1826
- Римский-Корсаков, Яков Яковлевич; майор; № 1980 (888); 20 мая 1808
- Рим-фон-Гернет, Рейнгольд Христофорович; подполковник; № 3829; 12 декабря 1824
- Ристори, Павел Осипович; капитан-лейтенант; № 10212; 26 ноября 1861
- Риттер, Вилим; премьер-майор; № 436; 26 ноября 1785
- Ритце, Эдуард Иванович; подполковник; № 10175; 26 ноября 1859
- Ритчер, Карл Карлович; майор; № 5483; 6 декабря 1836
- Рихард, Онуфрий Осипович; майор; № 8275; 26 ноября 1849
- Рихтер, Борис Христофорович; полковник; № 2457 (1090); 21 ноября 1812
- Рихтер, Владимир Гвидович; штабс-ротмистр; 4 марта 1917
- Рихтер, Егор Христофорович; подполковник; № 1933 (840); 6 мая 1808
- Рихтер, Карл Иванович; генерал-майор; № 5685; 1 декабря 1838
- Рихтер, Константин Константинович; поручик; 11 декабря 1916 (посмертно)
- Рихтер, Леонард Казимирович; подполковник; № 4736; 21 декабря 1832
- Рихтер, Эмилий Фёдорович; подполковник; № 9770; 26 ноября 1855
- Ришельё, Эммануил Осипович де; волонтёр; № 805 (418); 21 марта 1791

## Ро
- Ровинский, Александр Павлович; полковник; № 3905; 26 ноября 1826
- Ровинский, Семён Георгиевич; прапорщик; 28 июня 1916 (посмертно)
- Ровинский, Сергей Владимирович; подпоручик; 15 октября 1915
- Ровняков, Григорий Иванович; капитан; 13 января 1915
- Рогаль-Левицкий, Иван Васильевич; капитан 2-го ранга; № 5613; 29 ноября 1837
- Рогальский, Мартын Матвеевич; подполковник; № 7233; 17 декабря 1844
- Рогачёв, Семён Егорович; майор; № 1871 (811); 26 ноября 1807
- Роговачев, Василий; подполковник; № 3076; 26 ноября 1816
- Роговский, Александр Васильевич; полковник; № 3556; 16 декабря 1821
- Роговский, Викентий Доминикович; майор; № 7289; 17 декабря 1844
- Роговский, Иван Осипович; полковник; № 3814; 12 декабря 1824
- Роговский, Михаил Мартынович; полковник; № 6432; 5 декабря 1841
- Роговцов, Фёдор Гаврилович; подполковник; № 6050; 3 декабря 1839
- Рогожин, Александр Иванович; подполковник; № 6010; 3 декабря 1839
- Рогожин, Андрей Иванович; поручик; 27 января 1917
- Рогожинский, Пётр Иоакимович; подпоручик; 25 ноября 1916 (посмертно)
- Рогожников, Василий Иванович; подполковник; 19 февраля 1876
- Рогозин, Николай Маркович; капитан; № 10000; 26 ноября 1856
- Рогозинский, Сергей; подпоручик; 22 марта 1917 (посмертно)
- Рогойский, Владимир Гасперович; капитан; 2 мая 1915 (посмертно)
- Рогуля, Алексей Иванович; капитан 2-го ранга; № 6806; 3 декабря 1842
- Рогуля, Григорий Иванович; капитан 1-го ранга; № 5406; 6 декабря 1836
- Рогуский, Александр Владиславович; лейтенант; 4 ноября 1914 (посмертно)
- Роде, Андрей Карлович; полковник; № 8423; 26 ноября 1850[3]
- Роде, Витольд Адамович; подполковник; 9 июня 1915 (посмертно)
- Роде, Готлиб-Павел Вильгельм Карлович (Василий Павлович); генерал-лейтенант; 25 сентября 1914
- Роден, Франц Францевич; полковник; № 175; 13 ноября 1771
- Роденгаузен, Фёдор; майор; № 3738; 26 ноября 1823
- Родендорф, Александр Людвигович; полковник; 1 сентября 1915
- Родзевич, Евгений Феофилович; капитан; 28 июля 1915 (посмертно)
- Родивановский, Иван Михайлович; подполковник; № 8717; 26 ноября 1851
- Родигин, Лев Алексеевич; штабс-капитан; 25 мая 1917
- Родионов, Алексей Родионович; майор; № 8075; 26 ноября 1848
- Родионов, Евдоким Родионович; капитан; № 9502; 26 ноября 1854, за «выслугу 25 лет в офицерских чинах»[4]
- Родионов, Егор Савельевич; полковник; № 4694; 21 декабря 1832
- Родионов, Марк Иванович; генерал-майор; № 2593; 11 июля 1813
- Родионов, Николай Петрович; полковник; 16 июня 1877
- Родионов, Павел Андронович; капитан 1-го ранга; № 9653; 26 ноября 1855
- Родионов, Сергей Акимович; штабс-капитан; № 8329; 26 ноября 1849
- Родионов, Степан Акимович; поручик; № 7717; 1 января 1847
- Родионов, Степан Алексеевич; генерал-майор; № 10103; 26 ноября 1858
- Родионов, Яков Максимович; полковник; № 4802; 25 декабря 1833
- Родожицкий, Илья Тимофеевич; подполковник; № 5204; 1 декабря 1835
- Родригец; полковник испанской службы; № 751 (398); 8 сентября 1790
- Родцевич-Плотницкий, Леонтий Леонтьевич; генерал-майор; 4 апреля 1917
- Роек, Константин Иосифович; поручик; 26 сентября 1916
- Рожанович, Викентий Венцеславович; майор; № 7261; 17 декабря 1844
- Рожанский, Станислав Мечиславович; штабс-капитан; 24 октября 1904
- Рождественский, Владимир Олимпиевич; лейтенант; 17 июня 1877 (по другим данным — 4 июня 1877)
- Рождественский, Герман Михайлович; подпоручик; 24 ноября 1917 (посмертно)
- Рожевский, Михаил Антонович; полковник; № 7412; 12 января 1846
- Роженцов, Георгий Емельянович; подпоручик; 9 мая 1919(посмертно)
- Рожественский, Зиновий Петрович; капитан-лейтенант; 28 июля 1877
- Рожечко, Антон Михайлович; капитан; № 6372; 11 декабря 1840
- Рожнов, Андрей Гаврилович[5]; капитан-лейтенант; № 3155; 26 ноября 1816
- Рожнов, Евгений Петрович; полковник; № 8632; 26 ноября 1851
- Рожнов, Пётр Михайлович; капитан 2-го ранга; № 1532; 26 ноября 1803
- Рожнов, Степан Иванович; капитан; № 9998; 26 ноября 1856
- Розанов, Алексей Иванович; штабс-ротмистр; № 2582; 18 мая 1813
- Розанов, Сергей Николаевич; генерал-майор; 3 февраля 1915
- Роз, Поль; капитан бельгийской службы; 31 июля 1917
- Розе, Вилиам Романович; капитан 2-го ранга; 26 ноября 1807[6]
- Розе, Константин Максимович; генерал-майор; № 7542; 1 января 1847
- Розен, Александр Владимирович, полковник; № 1632 (662); 12 января 1806
- Розен, Александр Григорьевич; прапорщик; № 4661; 25 декабря 1831
- Розен, Алексей Александрович; полковник; № 8620; 26 ноября 1851
- Розен, Андрей Фёдорович; подполковник; № 2682; 24 сентября 1813
- Розен, Владимир Иванович фон; подполковник; № 15 (15); 27 июля 1770
- Розен, Григорий Владимирович; полковник; № 1914 (820); 27 декабря 1807
- Розен, Иван Карлович; полковник; № 1095; 26 ноября 1794
- Розен, Иван Фёдорович; полковник; № 5364; 6 декабря 1836
- Розен, Отто Фёдорович; майор; № 2511 (1144); 23 декабря 1812
- Розен, Отто Фёдорович (младший); подполковник; № 5585; 29 ноября 1837
- Розен, Пётр Карлович; капитан 1-го ранга; № 7588; 1 января 1847
- Розен, Роман Фёдорович; майор; № 2461 (1094); 21 ноября 1812
- Розен, Станислав Осипович; подполковник; № 4872; 25 декабря 1833
- Розен, Фёдор Фёдорович; полковник; № 2321; 26 ноября 1811
- Розен, Юлий Евгеньевич; подполковник; № 8494; 26 ноября 1850
- Розенбаум, Лаврентий Богданович; полковник; № 2882; 14 марта 1814
- Розенбах, Николай Оттонович; генерал-майор; 26 августа 1878
- Розенберг, Василий Васильевич; капитан 2-го ранга; № 3262; 26 ноября 1816
- Розенберг, Карл Васильевич; капитан 2-го ранга; № 3263; 26 ноября 1816
- Розенмарк, Пётр Иванович; генерал-майор; № 3879; 26 ноября 1826
- Розенмейер, Иван Самойлович; подполковник; № 1857; 26 ноября 1807
- Розенмейер, Иосиф Иванович; капитан 2-го ранга; № 5816; 1 декабря 1838
- Розенмейер, Павел Иванович; подполковник; № 5592; 29 ноября 1837
- Розенталь, Иван фон; генерал-лейтенант; № 1460; 15 декабря 1802
- Розенталь, Николай Иванович; подполковник; № 9398; 26 ноября 1854
- Розенфельд, Анатолий Адольфович; прапорщик; 1 сентября 1917
- Розенфельд, Викентий Антонович; подполковник; № 4735; 21 декабря 1832
- Розенфельд, Георгий Александрович; капитан; 3 ноября 1916
- Розенштандт, Геральд Филиппович; поручик; № 9923; 22 июня 1856
- Розин, Эвальд Янович; подпоручик; 5 мая 1917 (посмертно)
- Розов, Владимир Фёдорович; поручик; 1 апреля 1917
- Розлач, Даниил Степанович; подполковник; № 3941; 26 ноября 1826
- Рознатовский; штабс-капитан; № 4268; 21 апреля 1829
- Рознер-фон-Росснек, Иоганн; полковник австрийской службы; № 2988; 6 февраля 1815
- Ройнишвили, Мина Фомич; подполковник; 12 февраля 1917 (посмертно)
- Рокасовский, Платон Иванович; генерал-майор; № 6178; 11 декабря 1840
- Рокицкий, Николай Филиппович; штабс-капитан; 1 марта 1916
- Рокотов, Терентий Васильевич; майор; № 1516; 26 ноября 1803
- Роксбург, Василий Васильевич; флота капитан; № 206 (173); 27 июля 1773
- Рокшаний, Иван; подполковник; № 3204; 26 ноября 1816
- Рольцберг, Александр Густавович; полковник; № 6410; 5 декабря 1841
- Романенко, Андрей Иванович; поручик; 4 марта 1917
- Романенко, Василий; подпоручик; 18 ноября 1916
- Романенко, Владимир Иванович; прапорщик; 3 февраля 1916 (посмертно)
- Романенко, Пётр Филиппович; войсковой старшина; 17 мая 1915
- Романика, Матвей Константинович; полковник; 26 августа 1916
- Романицкий, Леонид Васильевич; прапорщик; 17 октября 1915
- Романов, Алексей Петрович; прапорщик; 12 апреля 1878
- Романов, Алексей Юльевич; поручик; 26 августа 1916
- Романов, Василий Павлович; капитан 1-го ранга; № 6987; 4 декабря 1843
- Романов, Владимир Александрович; подпоручик; 8 октября 1877
- Романов, Владимир Александрович; поручик; 21 июня 1915
- Романов, Дмитрий Иванович; полковник; № 8193; 26 ноября 1849
- Романов, Иван Евфимович; подполковник; № 3415; 15 февраля 1819
- Романов, Илья Данилович; штабс-капитан; № 7917; 26 ноября 1847
- Романов, Николай Иванович; поручик; 12 ноября 1916
- Романов, Фёдор Алексеевич; полковник; № 10218; 19 августа 1863
- Романович, Александр Кириллович; подполковник; № 5232; 1 декабря 1835
- Романович, Иван Игнатьевич; генерал-майор; № 5678; 1 декабря 1838
- Романович, Иван Кириллович; подполковник; № 7453; 12 января 1846
- Романович, Михаил Степанович; майор; № 2129; 26 ноября 1809
- Романович, Пётр Андреевич; майор; № 3848; 12 декабря 1824
- Романович, Степан Петрович; капитан; 23 января 1915
- Романович, Фёдор Львович; полковник; 1 января 1878
- Романовский, Борис Петрович; поручик; 30 июня 1917
- Романовский, Казимир Станиславович; подпоручик; 19 декабря 1917
- Романовский, Лаврентий Антонович; ротмистр; № 4751; 21 декабря 1832
- Романовский, Леонид Александрович; штабс-капитан; 18 сентября 1917
- Романовский, Михаил Романович; войсковой старшина; № 8543; 26 ноября 1850
- Романовский, Николай Александрович; подполковник; 24 октября 1904
- Романовский, Сергей Алексеевич; штабс-капитан; 4 марта 1917
- Романовский, Сергей Владимирович; подполковник; 19 мая 1905 (посмертно)
- Романовский, Юрий (Георгий) Дмитриевич; капитан; 25 февраля 1907
- Романовский-Романько, Игорь Борисович; корнет; 13 декабря 1916 (посмертно)
- Романус, Иван Васильевич; полковник; № 7189; 17 декабря 1844
- Романцев, Дмитрий Николаевич; прапорщик; 9 октября 1917 (посмертно)
- Романченко, Иван Карпович; подпоручик; 25 июня 1916
- Ромашов, Захар Андреевич; майор; № 5291; 1 декабря 1835
- Ромашов, Николай Андреевич; полковник; № 3168; 26 ноября 1816
- Роменский, Николай Павлович; капитан; № 6167; 28 февраля 1840
- Ромеров, Иван Феофилович; поручик; 20 ноября 1915
- Ромишевский, Марцеллий Варфоломеевич; штабс-капитан; № 9279; 26 декабря 1853
- Рон; лейтенант прусской службы; № 2588; 14 июня 1813
- Рондин (Рындин), Пётр; капитан; № 3 (3); 12 марта 1770
- Рооп, Андрей; полковник; № 5736; 1 декабря 1838
- Рооп, Богдан Антонович; полковник; № 5715; 1 декабря 1838
- Рооп, Владимир Христофорович; генерал-лейтенант; 14 января 1917
- Рооп, Евстафий Антонович; полковник; № 3799; 12 декабря 1824
- Рооп, Эммануил Антонович; подполковник; № 5179; 1 декабря 1835
- Роос, Ирье Ильмори Георгий Абелович мичман, 31 января 1916
- Ропп, Карл Карлович фон дер; капитан; № 8804; 26 ноября 1851
- Ророх (Ророг), Лев; полковник; № 722 (369); 30 марта 1790
- Рославлев, Пётр; полковник; № 1321; 26 ноября 1802
- Рослов, Василий Иванович; подпоручик; 18 ноября 1917
- Росляков, Илья Матвеевич; полковник; 1 апреля 1917
- Росляков, Михаил Сергеевич; полковник; 5 февраля 1916
- Росляков, Тимофей Дмитриевич; капитан; № 7904; 26 ноября 1847
- Росновский, Александр Яковлевич; штабс-капитан; 27 января 1917
- Роспопов, Александр Петрович; подполковник; № 8029; 26 ноября 1848
- Россет, Аркадий Осипович; генерал-майор; № 8843; 1 февраля 1852
- Россет, Иосиф Иванович; капитан-лейтенант; № 835 (448); 11 мая 1791
- Россий, Игнатий Петрович; полковник; № 1839; 26 ноября 1807
- Россов, Пётр Алексеевич; подполковник; 1 сентября 1915
- Ростиславский, Тихон Семёнович; подполковник; 31 июля 1917[7]
- Ростованов, Евстафий Иванович; подполковник; № 9422; 26 ноября 1854
- Ростовский, Александр Андреевич; полковник; № 1763 (749); 26 апреля 1807
- Ростовцев, Василий Иванович; полковник; № 4617; 25 декабря 1831
- Ростовцев, Константин Николаевич; штабс-капитан; 27 марта 1881
- Ростовцев, Николай Константинович; капитан; 10 февраля 1917
- Ростовцев, Фёдор Иванович; генерал-майор; 25 сентября 1917
- Ростовцев, Яков Иванович; генерал-майор; № 6927; 4 декабря 1843
- Ростовщиков, Василий Семёнович; полковник; № 5146; 1 декабря 1835
- Рот, Иван Христианович; подполковник; № 3832; 12 декабря 1824
- Рот, Логгин Осипович; полковник; № 2415 (1048); 8 июня 1812
- Рот, Людвиг Христианович; полковник; № 4618; 25 декабря 1831
- Рот, Фёдор Филиппович; полковник; № 6241; 11 декабря 1840
- Роткирх, Константин Алексеевич фон; майор; № 7049; 4 декабря 1843
- Ротмистров, Александр Евстафьевич; капитан; № 5650; 29 ноября 1837
- Роулинсон, Генри Сеймур; генерал британской службы; 29 января 1917
- Рохмистров, Фёдор Иванович; есаул; 3 января 1917
- Рошанович, Павел; полковник; № 3178; 26 ноября 1816
- Рошешуар, Людовик-Виктор-Леон (Леонтий Петрович) де; подполковник; № 2568; 1 апреля 1813
- Рошковский, Сергей Васильевич; подпоручик; 4 марта 1917 (посмертно)
- Роштейн (Ротштейн), Николай; премьер-майор; № 904 (448); 18 марта 1792
- Рощаковский, Александр Петрович; подполковник; № 3842; 12 декабря 1824

## Рт
- Ртищев, Валериан Николаевич; поручик; 5 мая 1917
- Ртищев, Михаил Михайлович; капитан 1-го ранга; № 2121; 26 ноября 1809
- Ртищев, Николай Петрович; полковник; № 8380; 26 ноября 1850
- Ртищев, Николай Фёдорович; генерал-лейтенант; № 2201; 26 ноября 1810
- Ртищев, Павел Фёдорович; капитан; 30 июня 1917

## Ру
- Рубан, Иосиф Иванович; майор; № 8986; 1 февраля 1852
- Рубан, Павел Яковлевич; подполковник; № 9114; 26 ноября 1853
- Рубанов, Николай Кириллович; подполковник; № 1659; 5 февраля 1806
- Рубановский, Василий Андреевич; майор; № 9821; 26 ноября 1855
- Рубановский, Кирилл Матвеевич; капитан-лейтенант; № 3371; 12 декабря 1817
- Рубановский, Павел Матвеевич; капитан-лейтенант; № 2260; 26 ноября 1810
- Рубашевский, Иван Селиверстович; поручик; 26 августа 1916
- Рубашкин, Николай Александрович; полковник; № 10168; 26 ноября 1859
- Рубенс, Игнатий Михайлович[8]; майор; № 6116; 3 декабря 1839
- Рубец, Александр Иванович; подполковник; 13 января 1915 (посмертно)
- Рубец, Григорий Петрович; подполковник; № 5572; 29 ноября 1837
- Рубец, Матвей Степанович; полковник; № 5131; 1 декабря 1835
- Рубец, Степан Иванович; капитан 1-го ранга; № 2106; 26 ноября 1809
- Рубец-Масальский, Фёдор Васильевич; генерал-майор; 19 мая 1915
- Рубцов, Александр; подпоручик; 25 апреля 1916
- Рубцов, Никифор Иванович; подполковник; № 6008; 3 декабря 1839
- Рубцов, Николай Иванович; майор; № 8972; 1 февраля 1852
- Руге, Емельян Викторович; полковник; № 6732; 3 декабря 1842
- Рудаков, Александр Иванович; майор; № 5844; 1 декабря 1838
- Рудаков, Виктор Артемьевич; подпоручик; 14 июня 1915
- Рудаков, Дмитрий Яковлевич; капитан 1-го ранга; № 3083; 26 ноября 1816
- Рудаков, Николай Никитич; поручик; 5 октября 1915
- Рудаков, Павел Дмитриевич; полковник; № 9692; 26 ноября 1855
- Рудановский, Иван Николаевич; капитан; 11 ноября 1914 (посмертно)
- Рудановский, Леонид Платонович; полковник; № 9064; 26 ноября 1853
- Руденко, Евдоким Евстратьевич; поручик; 1 апреля 1917 (посмертно)
- Руденков, Василий Степанович; подполковник; № 8707; 26 ноября 1851
- Руденков, Иван Степанович; майор; № 7882; 26 ноября 1847
- Рудзевич, Александр Александрович; прапорщик; № 4662; 25 декабря 1831
- Рудзевич, Николай Александрович; полковник; № 8417; 26 ноября 1850
- Рудзкий, Фелициан Матвеевич[9]; капитан; № 8551; 26 ноября 1850
- Рудковский, Валентин Михайлович; капитан; 24 апреля 1915
- Руднев, Александр Васильевич; капитан; 25 апреля 1915
- Руднев, Алексей Григорьевич; подполковник; № 7631; 1 января 1847
- Руднев, Алексей Фёдорович; майор; № 10097; 18 декабря 1857
- Руднев, Аполлон Прохорович; капитан; № 9003; 1 февраля 1852
- Руднев, Всеволод Фёдорович; капитан 1-го ранга; 23 февраля 1904
- Руднев, Даниил Владимирович; капитан 1-го ранга; № 2216; 26 ноября 1810
- Руднев, Иван Александрович; майор; № 6081; 3 декабря 1839
- Руднев, Иван Григорьевич; капитан 2-го ранга; № 10091; 26 ноября 1857
- Руднев, Михаил Николаевич; поручик; 25 сентября 1917
- Руднев, Павел Данилович; капитан 2-го ранга; № 7993; 26 ноября 1848
- Руднев, Сергей Иванович; подполковник; 15 апреля 1915
- Руднев, Фёдор Николаевич; капитан 2-го ранга; № 9710; 26 ноября 1855
- Рудницкий, Владимир Андреевич; подполковник; 19 марта 1917
- Рудницкий, Иосиф Доминикович; подпоручик; 17 апреля 1915
- Рудович, Эдуард Антонович; поручик; 25 мая 1916
- Рудольф, Владимир Александрович; капитан; 4 марта 1917
- Рудольф, Иван; капитан; № 178; 13 ноября 1771
- Рудсон, Николай Матвеевич; штабс-капитан; 20 августа 1916
- Рузи, Александр Александрович; полковник; № 5737; 1 декабря 1838
- Рузский, Николай Владимирович; генерал от инфантерии; 23 августа 1914
- Рукосуев, Иван Васильевич; прапорщик; 13 октября 1916
- Руммель, Андрей Христофорович; майор; № 6341; 11 декабря 1840
- Руммель, Юлий Альфонсович; полковник; 26 сентября 1916
- Румянцев, Анатолий Алексеевич; капитан; 18 ноября 1916
- Румянцев, Василий Иванович; капитан-лейтенант; № 4147; 25 июня 1828
- Румянцев, Иван Николаевич; подпоручик; 30 июня 1917 (посмертно)
- Румянцев, Михаил Петрович; генерал-майор; № 262 (215); 26 ноября 1775
- Румянцев, Павел Петрович; полковник; № 5537; 29 ноября 1837
- Румянцев, Пётр; полковник; № 1338; 26 ноября 1802
- Румянцев, Пётр Александрович (младший); полковник; № 7972; 26 ноября 1848
- Руновский, Николай Иванович; подполковник; № 9418; 26 ноября 1854
- Рупелл, Джордж Роланд Патрик; лейтенант британской службы; 25 сентября 1915
- Руперт, Вильгельм Яковлевич; генерал-майор; № 4556; 16 декабря 1831
- Русаков, Георгий Иванович; подпоручик; 7 ноября 1915 (посмертно)
- Русаков, Григорий Семёнович; поручик; 14 ноября 1916
- Русаков, Леонтий Михайлович; прапорщик; 7 ноября 1916 (посмертно)
- Русанов, Дмитрий Михайлович; подполковник; № 3656; 13 февраля 1823
- Русанов, Василий Акимович; полковник; № 1766 (752); 26 апреля 1807
- Русанов, Василий Михайлович; генерал-майор; № 5114; 1 декабря 1835
- Русанов, Николай Николаевич; прапорщик; 29 октября 1917 (посмертно)
- Русанов, Павел Васильевич; подпоручик; 18 октября 1917 (посмертно)
- Руссау, Карл Карлович; коллежский асессор; № 1592 (653); 26 ноября 1804
- Руссен, Александр Иванович; подполковник; 26.08.1916
- Руссиан, Константин Николаевич; поручик; 26 сентября 1916
- Русских, Николай Михайлович; поручик; 31 июля 1917 (посмертно)
- Рустанович, Василий Арсеньевич; полковник; 30 декабря 1915
- Рутенберг, Александр Иванович; подполковник; № 9143; 26 ноября 1853
- Рутковский, Андрей Васильевич; полковник; № 3107; 26 ноября 1816
- Рутковский, Мечислав Никодимович; капитан; 7 октября 1914
- Рутковский, Яков Константинович; подполковник; 25 марта 1881
- Рутковский, Клементий Лукьянович; полковник; № 4812; 25 декабря 1833
- Рутковский, Тадеуш Леопольдович; прапорщик; 4 марта 1917 (посмертно)
- Рухлин, Дмитрий Никифорович; штабс-капитан; 19 мая 1915
- Рушман, Артур; прапорщик; 25 июня 1916

## Ры
- Рыбаков, Алексей Матвеевич; капитан 3-го ранга; № 1618; 26 ноября 1804
- Рыбальский-Бутевич, Пётр Александрович; подпоручик; 13 марта 1915
- Рыбальченко, Александр Григорьевич; генерал-майор; 13 мая 1918
- Рыбальченко, Евграф Григорьевич; полковник; 17 октября 1916
- Рыбальченко, Пётр Киприанович; поручик; 21 ноября 1916
- Рыбкин, Андрей Максимович; майор; № 7268; 17 декабря 1844
- Рыбкин, Константин Матвеевич[10]; подполковник; № 6052; 3 декабря 1839
- Рыбчинский, Николай Андреевич; подпоручик; 27 января 1917 (посмертно)
- Рыддер, Вилим Денисьевич; поручик; № 229 (189); 26 ноября 1773
- Рыдзевский, Антон Иванович; майор; № 1974 (882); 20 мая 1808
- Рыдзевский, Георгий Николаевич; генерал-майор; 1877
- Рыдзевский, Николай Антонович; подполковник; № 7227; 17 декабря 1844
- Рыжев, Филипп Георгиевич; прапорщик; 16 января 1917 (посмертно)
- Рыжиков, Евлогий Александрович; капитан; 6 июля 1915
- Рыжкин, Пётр Николаевич; поручик; 25 мая 1917 (посмертно)
- Рыжков, Александр; подполковник; № 8483; 26 ноября 1850
- Рыжков, Владимир Степанович; поручик; 3 февраля 1915
- Рыжков, Иван Васильевич; поручик; 29 октября 1917 (посмертно)
- Рыжковский, Павел; капитан; № 9859; 26 ноября 1855
- Рыжов, Иван Иванович; полковник; № 5374; 6 декабря 1836
- Рыкачёв, Владимир Петрович; капитан 1-го ранга; № 8173; 26 ноября 1849
- Рыкачёв, Николай Степанович; подполковник; № 9562; 28 декабря 1854
- Рыкачёв, Степан Васильевич; полковник; 30 октября 1877
- Рыков, Александр Моисеевич; капитан; 30 декабря 1915
- Рыков, Александр Николаевич; капитан 2-го ранга; 22 мая 1910
- Рыков, Василий Дмитриевич; полковник; № 2293 (1000); 11 апреля 1811
- Рыков, Иван Васильевич; капитан-лейтенант; № 7086; 4 декабря 1843
- Рыков, Иван Васильевич; майор; № 8065; 26 ноября 1848
- Рыков, Карп; майор; № 6830; 3 декабря 1842
- Рыковский, Митрофан Константинович; полковник; 3 февраля 1915
- Рылеев, Александр Николаевич; генерал-майор; № 4186; 25 декабря 1828
- Рылеев, Михаил Николаевич; генерал-лейтенант; № 3393; 15 февраля 1819
- Рыльский, Константин Иосифович; генерал-майор; 31 января 1915
- Рыльцов, Платон Александрович; полковник; № 9706; 26 ноября 1855
- Рымкевич, Иван Яковлевич; капитан; № 5332; 1 декабря 1835
- Рынгоф, Иона Ионович; полковник; № 1330; 26 ноября 1802
- Рындин, Алексей Михайлович; подполковник; № 4709; 21 декабря 1832
- Рындин, Николай Степанович; полковник; № 9709; 26 ноября 1855
- Рындин, Семён Иовлевич; капитан-лейтенант; № 1434; 26 ноября 1802
- Рындин, Филадельф Кириллович; подполковник; № 2495 (1128); 23 декабря 1812
- Рыпинский, Казимир Августович; подполковник; № 4858; 25 декабря 1833
- Рысин, Иван Иванович; подполковник; 28 сентября 1917
- Рытиков, Василий Кузьмич; подполковник; 5 октября 1877
- Рытиков, Никита Михайлович; хорунжий; 14 июня 1915
- Рытов, Василий; поручик; № 9268; 26 ноября 1853
- Рыхальский, Стефан Владиславович; поручик; 15 марта 1917
- Рышков, Павел Кириллович; майор; № 3990; 26 ноября 1826
- Рышковский, Иван Матвеевич; капитан; № 7892; 26 ноября 1847

## Рю
- Рюль, Фёдор Борисович фон; подполковник; № 8944; 1 февраля 1852
- Рюль, Эдуард Борисович; майор; № 7651; 1 января 1847
- Рюмин, Александр Васильевич; капитан; № 5506; 6 декабря 1836
- Рюмин, Василий Гаврилович (моряк); капитан-лейтенант; № 7122; 4 декабря 1843
- Рюмин, Иосиф Кириллович; подполковник; № 8937; 1 февраля 1852
- Рютель, Эдуард Янович; капитан; 3 февраля 1916

## Ря
- Рябинин, Василий Александрович; лейтенант; № 1897; 26 ноября 1807
- Рябинин, Григорий; капитан; № 9856; 26 ноября 1855
- Рябинин, Егор Михайлович; генерал-адъютант; № 657 (342); 22 августа 1789
- Рябинин, Иван Михайлович; полковник; № 3493; 6 июня 1821
- Рябинин, Иван Петрович; майор; № 6586; 5 декабря 1841
- Рябинин, Матвей Николаевич; подпоручик; 31 июля 1917
- Рябинкин, Фёдор Трофимович; генерал-лейтенант; 10 июня 1916
- Рябов, Владимир Пименович; штабс-капитан; 27 февраля 1878
- Рябошапко, Николай Иванович; капитан; 24 апреля 1915 (посмертно)
- Рябушин, Иван Фёдорович; подпоручик; 18 октября 1917
- Рябчевский, Иван Николаевич; штабс-капитан; 19 мая 1915
- Рябых, Андрей Терентьевич; штабс-капитан; 9 октября 1917
- Рязанов, Иван Вукулович; майор; № 10210; 26 ноября 1861
- Рязанов, Николай Александрович; подпоручик; 31 октября 1917 (посмертно)
- Ряснянский, Сергей Николаевич; поручик; 9 сентября 1915